# モチ・ベドウン
モチ・ベドウン（モンゴル語: Moči Bedü'ün,中国語: 抹赤別都温,? - ?）とは、13世紀初頭にモンゴル帝国に仕えた千人隊長の一人。
『元朝秘史』では抹赤別都温(mòchìbiédōuwēn)或いは倒温(dǎowēn)と記される。

## 概要
モチ・ベドウンの出自については「ドルベン部族出身である」ということ以外不明な点が多いが、「ベドウン」という名前はナイマン部族に属するベテギン氏族に由来するもので、ベテギン氏の母親から生まれたのではないかと考えられている。
『元朝秘史』によると、ジャムカと決別した頃のチンギス・カンの下に帰参したという。その後の事蹟は不明であるが、1206年にモンゴル帝国が建国された際に任命された千人隊長の一人、「ダウン(Da'un＞dǎowēn/倒温)」はモチ・ベドウンの転訛であると考えられている。
『元朝秘史』第209節によると、チンギス・カンははじめモチ・ベドウンが「心ねじけたる故に」千人隊長としなかったが、四狗の一人クビライと仲が良いことを聞き、クビライと行動をともにするなら大丈夫だろうと考え、千人隊長に任じたという。
なお、『集史』にはモチ・ベドウンについて全く言及されていない。